# Festa del Pedal (Mallorca)
La Festa del Pedal era una celebració en forma de passejada popular en bicicleta celebrada a Mallorca, de caràcter lúdic i organitzada anualment, que discorria per diferents municipis de l'illa i acabava en un punt de trobada, amb activitats de caràcter lúdic i d'esbarjo relacionades amb el ciclisme.
Les edicions més destacades foren les sis primeres, celebrades entre 1915 i 1920, les quals assoliren un notable impacte popular a Mallorca.

## Història
L'activitat havia nascut l'any 1913 a Catalunya, sota l'aixopluc de la Unió Velocipèdica Espanyola (actual Federació Espanyola de Ciclisme) i amb el suport d'entitats importants del món ciclista català com l'Sport Ciclista Sants, el Grup Esportiu del Centre de Visitants, el Turing Club Ciclista i la Colla dels Enfarregats.
Atesa la proximitat geogràfica aviat la formula va arribar a Mallorca, que aleshores era una de les regions on la bicicleta vivia un major esplendor, tant a nivell d'usuari com a mitjà de transport quotidià, com a nivell competitiu, especialment en el vessant del ciclisme en pista. El llavors principal club ciclista de les Illes Balears, el Veloç Sport Balear de Palma (Mallorca), va ser l'organitzador de l'activitat aquells anys.
A diferència de Catalunya, on la jornada festiva va gaudir de gran longevitat i participació (va organitzar-se fins als anys 60 i després entre 1972 i 2007), a Mallorca només les primeres sis edicions aconseguiren una assistència massiva.

## Funcionament
La jornada començava de bon matí a Palma, en un punt de trobada dels ciclistes (que també podien ser més d'un i després coincidir a un altre lloc comú) a Palma. L'activitat consistia en una caravana ciclista fins a un punt de l'illa, variable segons les edicions, on se celebrava una jornada popular i festiva protagonitzada per tots els participants al voltant de la bicicleta. Tot i que al punt d'arribada podien celebrar-se algunes proves, el factor competitiu era totalment secundari. Així es prioritzava donar a conèixer la bicicleta com a mitjà de transport popular i, de rebot, consolidar l'afició al ciclisme esportiu, llavors en ple auge.

## Edicions
En total es varen dur a terme sis edicions de la Festa del Pedal, tot i que s'havien planificat dues més que no varen arribar a celebrar-se.
La primera edició va transcórrer el 1915 a la possessió de Son Company (Montuïri), al centre de l'illa, i va gaudir d'uns 1.800 ciclistes.
La segona, tercera i quarta edicions varen tenir com a punt de trobada l'Arenal, un llogaret costaner del municipi veí de Llucmajor. Celebrades entre 1916 i 1918, foren les concentracions ciclistes més celebrades amb més d'un miler de participants (a excepció de la darrera, per culpa de la pluja). En aquelles edicions de l'Arenal la Festa del Pedal va trobar la seva ubicació ideal, va convertir-se en una concentració social de gran magnitud i el primer gran esdeveniment massiu de caràcter esportiu de Mallorca.
La cinquena edició va tenir lloc a Son Catiu (Inca) el 1919, emplaçament al centre de l'illa amb el propòsit d'atreure ciclistes de tota Mallorca (fins aleshores els participants eren fonamentalment de Palma). Però l'assistència global va reduir-se i això va marcar el declivi de la Festa.
La sisena edició va tenir lloc al Bosc de Bellver de Palma l'any 1920, amb el propòsit d'afavorir la participació perduda l'edició anterior. Va assolir un rècord de participació, calculat entre 25.000 i 30.000 persones, però la proximitat a Palma (s'hi podia accedir perfectament a peu) va fer que l'acte es convertís en una jornada campestre sense ciclistes, la qual cosa va desvirtuar la naturalesa de l'activitat.
El mal ja estava fet i la setena edició, prevista a Ciutat Jardí el 1921, s'hagué de cancel·lar per manca de prou inscrits. Un darrer intent per fer-la renéixer es va produir el 1925, prevista als pobles de Valldemossa, Deià i Sóller, però tampoc va reeixir.
A partir de llavors la fórmula de la Festa del Pedal es va reprendre a partir dels anys 30, però de manera intermitent i sense assolir mai l'èxit de participació i impacte popular que tingueren les primeres edicions organitzades pel Veloç Sport Balear.
| Edició    | Data               | Sortida | Arribada                                     | Incidències                                          |
| --------- | ------------------ | ------- | -------------------------------------------- | ---------------------------------------------------- |
| 1a edició | 2 de maig de 1915  | Palma   | Son Company (Montuïri)                       | Uns 1.800 ciclistes. Inicialment prevista a Randa    |
| 2a edició | 7 de maig de 1916  | Palma   | L'Arenal (Llucmajor)                         | Més d’un miler de ciclistes                          |
| 3a edició | 6 de maig de 1917  | Palma   | L'Arenal (Llucmajor)                         | Més d'un miler de ciclistes                          |
| 4a edició | 12 de maig de 1918 | Palma   | L'Arenal (Llucmajor)                         | Només 200 ciclistes pel mal temps                    |
| 5a edició | 4 de maig de 1919  | Palma   | Son Catiu (Inca)                             | Poca assistència per llunyania respecte de Palma     |
| 6a edició | 2 de maig de 1920  | Palma   | Bosc de Bellver (Palma)                      | Entre 25.000 i 30.000 persones, però sense ciclistes |
| 7a edició | 8 de maig de 1921  | Palma   | Can Penasso (Bunyola) i Ciutat Jardí (Palma) | Cancel·lada per manca d'inscrits                     |
| 8a edició | 31 de maig de 1925 | Palma   | Valldemossa, Deià i Sóller                   | Cancel·lada per manca d'inscrits                     |